# Mebroqualone
Mebroqueller (MBQ) là một GABAergic lớp quinazolinone và là một chất tương tự của mecloqualone có đặc tính an thần và thôi miên tương tự như hợp chất mẹ của nó, kết quả từ hoạt động chủ vận của thứ type β của thụ thể GABAA. Ban đầu nó được tổng hợp vào những năm 1960  Mebroquater khác với mecloqueller bằng cách có một nguyên tử brom thay vì clo trên vòng 3 phenyl. Nó đã được làm bất hợp pháp ở Đức vào năm 1998 nhưng có rất ít thông tin khác. Dường như hợp chất này đã được bán trên thị trường chợ đen ở Đức dưới dạng tương tự thuốc thiết kế của mecloqueller.